# Rose of Cimarron
"Rose of Cimarron" is een nummer van de Amerikaanse band Poco. Het verscheen op hun gelijknamige album uit 1976. In oktober van dat jaar werd het uitgebracht als de enige single van het album.

## Achtergrond
"Rose of Cimarron" is geschreven door gitarist Rusty Young en geproduceerd door de band in samenwerking met Mark Henry Harman. De term "Rose of Cimarron" werd in het Wilde Westen als bijnaam voor Rose Dunn gebruikt, een vijftienjarig meisje dat een relatie had met en een medeplichtige was van de vogelvrije George Newcomb. Young leerde het verhaal van Dunn kennen via een brochure die hij zag toen Poco in 1973 in Oklahoma op tournee was. Hij zei hierover: "Het is een verhaal van een vrouw die in de negentiende eeuw outlaws ontving. Ze gaf hen te eten en heelde hun wonden zodat ze weer verder kunnen. Of dat is wat ze zeggen."
In 1976 vroeg acteur Stuart Margolin, een vriend van Young, aan hem om een cowboylied te schrijven voor een comebackalbum van Roy Rogers dat hij produceerde. Young herinnerde zich de brochure over Dunn en schreef "Rose of Cimarron". Het album van Rogers kwam er niet, maar Poco-leden Paul Cotton en Timothy B. Schmit hoorden het nummer en wilden dat het door de band werd opgenomen. Cotton noemde het later zijn favoriete nummer dat door Young was geschreven, iets dat herhaald werd door Young zelf.
"Rose of Cimarron" werd in oktober 1976 als single uitgebracht, waarbij de albumversie van 6:42 minuten werd ingekort naar een singleversie van 3:14 minuten. Het werd een klein hitje in de Verenigde Staten, waar het tot plaats 94 in de Billboard Hot 100 kwam. Het werd ook de eerste hit van de band in Australië met een 51e plaats als hoogste notering. In Nederland werd de Top 40 niet gehaald en bleef het steken op de dertiende plaats in de Tipparade. Het nummer werd gecoverd door onder meer Emmylou Harris, Hoffmann & Hoffmann en Sandy Posey.

## NPO Radio 2 Top 2000
| Nummer met noteringen in de NPO Radio 2 Top 2000 | '99  | '00-'01 | '02  | '03  | '04  | '05  | '06  | '07 | '08  |
| ------------------------------------------------ | ---- | ------- | ---- | ---- | ---- | ---- | ---- | --- | ---- |
| Rose of Cimarron                                 | 1466 | -       | 1361 | 1329 | 1584 | 1424 | 1581 | -   | 1820 |

1. ↑  Een '-' betekent dat het nummer niet was genoteerd en een vetgedrukt getal geeft de hoogste notering aan.
2. ↑  Deze tabel is bijgewerkt tot en met de laatste editie (2024).